# Jonty Skinner
Jonty Skinner, celým jménem John Alexander Skinner (* 15. února 1954 Kapské Město), je bývalý jihoafrický plavec (kraulař) a plavecký trenér. 
Vystudoval Selborne College v East Londonu. V letech 1973 a 1974 se stal jihoafrickým mistrem na 100 metrů volným způsobem. Pak odešel studovat do USA na University of Alabama, kde byl jeho trenérem Don Gambril. Jako zástupce školního týmu Alabama Crimson Tide vyhrál v roce 1975 závod na 100 yardů volný způsob na mistrovství National Collegiate Athletic Association. V roce 1976 vytvořil světové rekordy na 50 m volný způsob časem 23,86 s a na 100 m volný způsob časem 49,44 s. Na Letních olympijských hrách 1976 v Montrealu však nemohl startovat, protože Jihoafrická republika byla od roku 1970 kvůli politice apartheidu vyloučena z Mezinárodního olympijského výboru.
V roce 1978 ukončil závodní kariéru a stal se trenérem. Působil na univerzitách v Alabamě a Indianě i v San Jose Aquatics Clubu. Od roku 1994 trénoval americkou reprezentaci a byl členem realizačního týmu na atlantské olympiádě v roce 1996. Trenérství se věnoval až do odchodu na odpočinek v roce 2020.
V roce 1985 byl Jonty Skinner uveden do Mezinárodní plavecké síně slávy a v roce 2017 do Síně slávy Americké asociace plaveckých trenérů.